# Cinta Castillo
María Cinta Castillo Jiménez (Huelva, 10 de octubre de 1965-Sevilla, 30 de octubre de 2013) fue una profesora universitaria y política española.
Doctora en Derecho por la Universidad de Sevilla, donde también fue profesora de Derecho, fue miembro del Partido Socialista Obrero Español (PSOE). Diputada por la circunscripción electoral de Huelva en el Parlamento de Andalucía desde 2000 y senadora en la cámara alta española desde el mismo año. Fue consejera de Medio Ambiente de la Junta de Andalucía entre 2008 y 2010. Además fue concejala en el Ayuntamiento de Huelva y ocupó diversos cargos orgánicos dentro del PSOE. Falleció el 30 de octubre de 2013 en Sevilla tras no superar un cáncer.
Fue presidenta de la Fundación Doñana 21.

## Cargos desempeñados
- Diputada por Huelva en el Parlamento de Andalucía (2000-2013).
- Consejera de Medio Ambiente de la Junta de Andalucía (2008-2010).